# Amicodisca brdensis
Amicodisca brdensis är en svampart som först beskrevs av Josef Velenovský, och fick sitt nu gällande namn av Svrcek 1987. Amicodisca brdensis ingår i släktet Amicodisca och familjen Hyaloscyphaceae.   Inga underarter finns listade i Catalogue of Life.